# Attica (periferia)
L'Attica (in greco Περιφέρεια Αττικής?) è una delle tredici periferie (in greco περιφέρειες?, perifereies - regione amministrativa) è una delle sette diocesi decentralizzate della Grecia. La regione amministrativa comprende un'area più vasta della regione storica dell'Attica. È collocata nella parte meridionale della Penisola Balcanica e si estende per circa 3 800 chilometri quadrati comprendenti non solo la città di Atene, ma anche le città di Eleusi, Megara e Maratona, nonché una piccola parte della penisola del Peloponneso, ed alcune isole tra cui Salamina, Spetses, Idra e Citera.
Ha una popolazione di 3 792 469 (2021) abitanti ed il suo capoluogo è Atene, nella cui area urbana è concentrato il 95% circa degli abitanti della periferia.

## Geografia fisica

### Territorio
La Periferia e la Diocesi dell'Attica sono costituite da una penisola che si affaccia sul Mar Egeo e sono divise dalla Periferia della Grecia Centrale dal Massiccio del Monte Citerone. Le montagne dividono l'Attica nelle pianure di Mesogaia, Pedia e Triasia. I rilievi più imponenti sono i monti Imetto, Geraneia (parte orientale), Parnete, Egaleo e Pentelico. La penisola si affaccia a Sud sul Golfo Saronico mentre al largo della costa settentrionale si adagia l'isola Eubea. Solo un istmo di terra la collega alla penisola del Peloponneso, istmo dominato dalla città di Corinto. Il bacino idrico più esteso è il Lago di Maratona, situato 45 km a Nordest di Atene, ed è di origine artificiale. Il fiume più lungo è invece il fiume Cefiso (che ha origine nella Periferia della Grecia Centrale), mentre la vetta più elevata è rappresentata dal Monte Parnete.

### Clima
Il clima dell'Attica è tipicamente mediterraneo, caratterizzato da estati caldi e asciutte, con precipitazioni scarse. Le precipitazioni annuali variano da 370 mm a circa 1000 mm. Gli inverni sono generalmente freschi e miti nelle zone costiere, più rigidi nelle zone montuose. Cospicui rovesci nevosi in alcune aree, così come violente alluvioni in altre, sono molto comuni. La temperatura più bassa mai registrata è stata di −10,4 °C (registrata a Votanikos, un sobborgo di Atene), mentre la più alta è stata di 48,7 °C (registrata presso l'Aeroporto di Tatoi).

## Principali città
- Atene (655 780 abitanti nell'area urbana)
- Il Pireo (175 697 abitanti nell'area urbana)
- Peristeri (137 918 abitanti nell'area urbana)
- Kallithea (109 609 abitanti nell'area urbana)
- Nikaia (93 086 abitanti nell'area urbana)
- Ilion (80 859 abitanti nell'area urbana)
- Glifada (80 409 abitanti nell'area urbana)
- Chassia posta sull'antica Castie

## Geografia antropica

### Unità periferiche
L'Attica è divisa nelle seguenti unità periferiche:
- Atene Centrale
- Atene Settentrionale
- Atene Meridionale
- Atene Occidentale
- Il Pireo
- Attica Occidentale
- Attica Orientale
- Isole

### Comuni
A seguito della riforma in vigore dal 1º gennaio 2011 l'Attica è divisa nei seguenti comuni:
- Acharnes
- Agia Paraskevi
- Agia Varvara
- Agioi Anargyroi-Kamatero
- Agios Dīmītrios
- Alimo
- Amarousio
- Angistri
- Aspropyrgos
- Atene
- Cerigo
- Chaidari
- Chalandri
- Dafni-Ymittos
- Dionysos
- Egaleo
- Egina
- Eleusi
- Elliniko-Argyroupoli
- Filadelfia-Chalkidonia
- Filothei-Psychiko
- Fyli
- Galatsi
- Glifada
- Idra
- Il Pireo
- Ilion
- Īlioupolī
- Īrakleio
- Kaisarianī
- Kallithea
- Keratsini-Drapetsona
- Kifisià

- Kropia
- Korydallos
- Lavreotiki
- Lykovrysi-Pefki
- Mandra-Eidyllia
- Maratona
- Markopoulo Mesogaias
- Megara
- Metamorfosi
- Moschato-Tavros
- Nea Ionia
- Nea Smyrnī
- Nikaia-Agios Ioannis Rentis
- Oropos
- Paiania
- Palaio Faliro
- Pallene
- Papagou-Cholargos
- Penteli
- Perama
- Peristeri
- Petroupoli
- Poros
- Rafina-Pikermi
- Salamina
- Saronikos
- Spata-Artemida
- Spetses
- Troizinia-Methana
- Varī-Voula-Vouliagmenī
- Vrilissia
- Vironas
- Zografo

## Prefetture
Nel vecchio sistema di suddivisione amministrativa, l'Attica era divisa nelle seguenti prefetture:
- Atene
- Attica Orientale
- Il Pireo
- Attica Occidentale